# Эмметропия

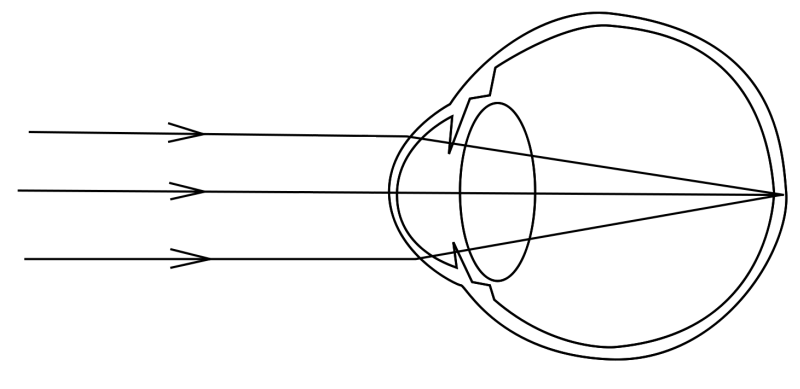
Эмметропическое (нормальное) зрение

Эмметропи́я (от др.-греч. ἔμμετρος — соразмерный и ὤψ, род.п. ὠπός — глаз) — нормальная рефракция глаза, способность оптической системы глаза чётко различать удалённые предметы. При этом параллельные лучи света, исходящие «из бесконечности», образуют сфокусированное изображение на сетчатке, а глаз остаётся совершенно не напряжённым. Несоразмерная рефракция (близорукость или дальнозоркость) называется аметропией.